# تونس هبدو
تونس هبدو (Tunis Hebdo) هي جريدة أسبوعية إخبارية جامعة تصدر باللغة الفرنسية كل يوم إثنين منذ 1973. كانت من الأوائل في استخدام الألوان في طباعة الصور في الثمانينات. تشغل الجريدة 70 عامل مختص في الطباعة والنشر

## وصلات خارجية
- موقع الصحيفة الرسمي